# 필기구

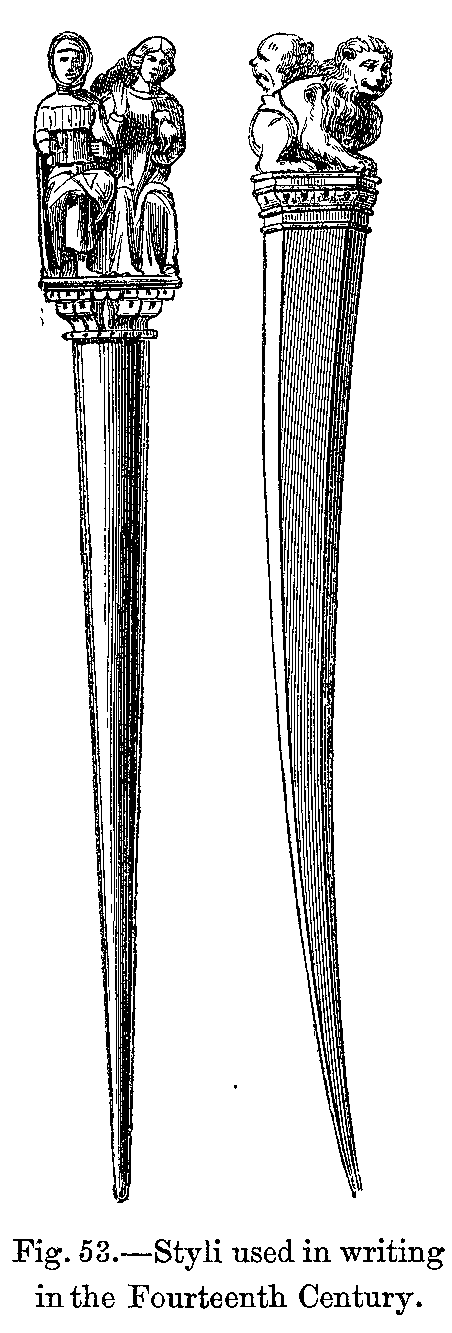
14세기에 글을 쓰는데 쓰였던 첨필.

필기구(筆記具, writing implement, writing instruments)는 쓰기에 사용되는 물건이다. 회화, 드로잉, 도안과 같은 기능들을 수행한다. 선을 부드럽게 제어할 수 있는 기능이 중요하다.
시각 장애인들은 점자에 점을 천공하기 위해 슬레이트와 함께 스타일러스를 사용한다.

## 역사[2]
가장 오래된 필기구는 당연히 집게손가락이다. 아주 오래전, 인류의 역사가 시작된 초창기의 어느 시점에 사람들은 물건을 들거나 잡거나, 그리고 몸짓으로 표현하는 데 사용하는 손이 다른 사람들이 읽을 수 있는 기호를 만드는 데에도 유용하게 사용될 수 있음을 깨달았다. 그리고  사람들은 흙이나 모래 위에 특정한 위치나 정보를 기억하기 위해 손가락으로 간단한 표시를 해 두었고, 인류가 특정한 기호를 만들 수 있다는 사실을 깨닫게 되었을 때부터 언어생활이 시작되었다.
필기구를 보며 발견 가능한 흥미로운 사실은 그림, 부호, 기호, 그리고 문자 등이 다양한 형태의 체계, 또는 언어로 표현되고 있지만, 정작 이 다양한 것들을 표현하는 도구들은 모두 똑같다는 것이다. 이것들은 어떤 문화권의 영향이 아니라, 시간에 따라 변화한다. 그러므로 리드펜을 사용해서 라틴어나 고대 영어를 옮겨 썼을 수도 있으며, 깃펜으로 영어나 스페인어로 된 서류를 작성했을 수도 있다. 필기구가 시간에 따라 변화하게 되는 원인들 가운데는 갈대, 깃, 금속 등의 원재료와 제작 방식(예를 들어, 볼펜은 잉크가 새지 않도록 하려면 확실한 마개가 있어야 한다)이 있다.
오늘날에는 철필이나 깃펜을 일상적으로 사용하는 사람이 극소수에 불과하지만, 이러한 수단들도 우리가 무엇인가를 쓰기를 원할 때에는 여전히 유용하게 사용될 수 있는 것들이다.
| 기원전 8500년 | 가장 오래된 첨필은 점토에 기호나 상징물을 새기기 위해 사용했던 나뭇가지였을 것이다. 로마인들은 나무판을 댄 얇은 파라핀 종이에 사용할 수 있는 철필을 개발했다. 쓰던 것을 지워야 할 경우에는 바늘 반대쪽의 뭉툭한 부분으로 문질러 주었다.                                                         |
| 기원전 2000년 | 리드펜은 속을 비운 갈대를 이용해서 만든 펜으로 수천 년 동안 사용되었으며, 종이에 잉크가 계속해서 잘 흐를 수 있도록 하는 펜촉을 끼우는 틈이 있도록 상당히 정교하게 만들어진 것들도 있었다. 간단하면서도 효과적인 사용이 가능했던 이 펜은 신약성서가 작성되었던 시절에 꼭 필요한 도구였을 것이다. |
| 700년         | 깃펜을 사용하다보면, 깃털의 연골 부분이 무디어지기 때문에 가끔씩 이를 다듬어 주어야 했다. 여기서 ‘펜나이프(penknife)’라는 말이 나왔다. 뾰족하게 다듬었더라도 자주 사용한다면 금세 다시 깎아야 했다. 살아 있는 새의 깃으로 만든 펜이 가장 튼튼하다.                                              |
| 1570년        | 16세기에 나무로 흑연을 감싼 연필 한 자루가 등장한 이래로, 이 변변치 않은 연필은 지우개와 함께 만들어지기도 했고, 연필심의 두께와 밀도를 달리해서 다양한 형태와 크기로 만들어지기도 했다. |
| 1884년        | 만년필은 펜촉, 몸통, 그리고 잉크를 넣어 주는 부분으로 되어 있다. 1831년 미국인 존 제이콥 파커(John Jacob Parker)가 일체형 고무주머니가 있는 자동 주입식 만년필을 처음으로 만들어 특허를 등록했다. 하지만 초창기의 모델들은 그다지 기능적이지 못했다.                                            |
| 1935년        | 1935년에 라디슬라스 비로(Biro)와 게오르그(Georg) 형제가 헝가리의 부다페스트에서 역사상 최초의 볼펜을 만들어 냈다. 그리고 1938년에는 특허권을 획득했다. 영국에서는 여전히 볼펜을 ‘바이로(biros)’라고 부른다.                                                                                     |

## 액세서리

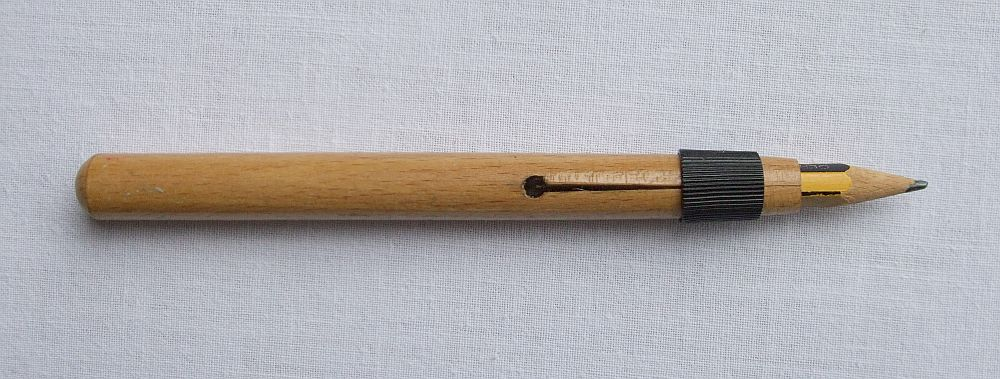

글쓰기와 간접적으로 관련된 다른 도구로는 펜 및 연필용 지우개, 연필깎이, 연필 확장기, 잉크병, 흡착지, 눈금자 및 관련 그리기 도구가 있다. 파운스 포트(Pounce Pots)는 압지의 선구자였으며, 종이를 건조하기 위한 분말 재료를 디스펜서로 사용했다. 스텐실을 사용하여 표준화된 문자, 패턴 또는 서명을 만들 수 있다. 나무 연필에만 사용할 수 있는 연필깎이도 있다.

## 같이 보기
- 펜의 종류, 상표, 제조사 목록